# SENTENCE〜セ・ン・テ・ン・ス〜
『SENTENCE 〜セ・ン・テ・ン・ス〜』は、1988年8月5日にリリースされた薬師丸ひろ子のベスト・アルバム。発売元は東芝EMI。商品番号はLP: RT28-5256、CT: ZT28-5256、CD: CT32-5256。

## 概要
1986年12月の『薬師丸ひろ子 ベスト・コレクション』以降に発売されたシングル曲を中心に、アルバム曲やシングルB面曲などで構成されたベスト・アルバム。表記は無いが「あなたを・もっと・知りたくて」は、12インチシングル「天に星、地に花」に収録されていたニュー・リミックス・バージョンにて収録。さらに「バンブー・ボート」は新録音である。
同年8月30日から、このアルバムと同名のコンサート・ツアーが行われた。
「星紀行〜キャメルの伝説〜」「麦わら帽子のアン」「夢の中へ」「胸の振子」「冬のバラ」の5曲は、歌手生活30周年を記念したベスト・アルバム『歌物語』には未収録となっている。
オリコンチャートの登場週数は9週、チャート最高順位は週間18位、トータル5.1万枚のセールスを記録した。
2012年12月12日には、EMIミュージック・ジャパンより高音質SHM-CDで再発売された。規格品番はTOCT-95144。

## 収録曲

### LP / CT
| #  | タイトル                                                         | 作詞       | 作曲         | 編曲     | 時間 |
| -- | ---------------------------------------------------------------- | ---------- | ------------ | -------- | ---- |
| 1. | 「あなたを・もっと・知りたくて」(ニュー・リミックス・バージョン) | 松本隆     | 筒美京平     | 武部聡志 | 4:10 |
| 2. | 「瞳で話して」                                                   | 松本隆     | 辻畑鉄也     | 船山基紀 | 4:00 |
| 3. | 「星紀行 〜キャメルの伝説〜」                                    | 伊集院静   | 辻畑鉄也     | 武部聡志 | 3:58 |
| 4. | 「バンブー・ボート」                                             | 吉田美奈子 | 来生たかお   | 井上鑑   | 3:59 |
| 5. | 「麦わら帽子のアン」                                             | 松本隆     | 筒美京平     | 武部聡志 | 3:53 |
| 6. | 「夢の中へ」                                                     | 伊集院静   | 井上ヨシマサ | 武部聡志 | 4:38 |

| #  | タイトル                                 | 作詞       | 作曲       | 編曲       | 時間 |
| -- | ---------------------------------------- | ---------- | ---------- | ---------- | ---- |
| 1. | 「天に星、地に花」                       | 松本隆     | 筒美京平   | 新川博     | 3:01 |
| 2. | 「胸の振子」                             | 伊達歩     | 玉置浩二   | 萩田光雄   | 4:16 |
| 3. | 「未完成」                               | 中島みゆき | 中島みゆき | 椎名和夫   | 5:11 |
| 4. | 「時代」(ニュー・リミックス・バージョン) | 中島みゆき | 中島みゆき | 船山基紀   | 3:47 |
| 5. | 「冬のバラ」                             | 松本隆     | 呉田軽穂   | 松任谷正隆 | 4:34 |
| 6. | 「探偵物語」(ストリングス・ヴァージョン) | 松本隆     | 大瀧詠一   | 井上鑑     | 3:54 |

### CD
| #         | タイトル                                                         | 作詞       | 作曲         | 編曲       | 時間  |
| --------- | ---------------------------------------------------------------- | ---------- | ------------ | ---------- | ----- |
| 1.        | 「あなたを・もっと・知りたくて」(ニュー・リミックス・バージョン) | 松本隆     | 筒美京平     | 武部聡志   | 4:10  |
| 2.        | 「瞳で話して」                                                   | 松本隆     | 辻畑鉄也     | 船山基紀   | 4:00  |
| 3.        | 「星紀行 〜キャメルの伝説〜」                                    | 伊集院静   | 辻畑鉄也     | 武部聡志   | 3:58  |
| 4.        | 「バンブー・ボート」                                             | 吉田美奈子 | 来生たかお   | 井上鑑     | 3:59  |
| 5.        | 「麦わら帽子のアン」                                             | 松本隆     | 筒美京平     | 武部聡志   | 3:53  |
| 6.        | 「夢の中へ」                                                     | 伊集院静   | 井上ヨシマサ | 武部聡志   | 4:38  |
| 7.        | 「天に星、地に花」                                               | 松本隆     | 筒美京平     | 新川博     | 3:01  |
| 8.        | 「胸の振子」                                                     | 伊達歩     | 玉置浩二     | 萩田光雄   | 4:16  |
| 9.        | 「未完成」                                                       | 中島みゆき | 中島みゆき   | 椎名和夫   | 5:11  |
| 10.       | 「時代」(ニュー・リミックス・バージョン)                         | 中島みゆき | 中島みゆき   | 船山基紀   | 3:47  |
| 11.       | 「冬のバラ」                                                     | 松本隆     | 呉田軽穂     | 松任谷正隆 | 4:34  |
| 12.       | 「探偵物語」(ストリングス・ヴァージョン)                         | 松本隆     | 大瀧詠一     | 井上鑑     | 3:54  |
| 合計時間: | 合計時間:                                                        | 合計時間:  | 合計時間:    | 合計時間:  | 49:53 |

### 楽曲解説
1. あなたを・もっと・知りたくて
ニュー・リミックス。12インチシングル「天に星. 地に花.」のカップリングより。
2. 瞳で話して
アルバム初収録。シングル「ささやきのステップ」のカップリングより。
3. 星紀行 〜キャメルの伝説〜
アルバム『星紀行』より。
4. バンブー・ボート
インストゥルメンタルアルバム『薬師丸ひろ子ソングブック』より。ヴォーカル新録。
5. 麦わら帽子のアン
アルバム『花図鑑』より。
6. 夢の中へ
アルバム『星紀行』より。
7. 天に星、地に花
アルバム『夢十話』より。
8. 胸の振子
アルバム初収録。シングル「胸の振子」より。
9. 未完成
アルバム『星紀行』より。
10. 時代（ニューリミックス・バージョン）
アルバム『Sincerely Yours』より。
11. 冬のバラ
アルバム初収録。シングル「Woman "Wの悲劇"より」のカップリングより。
12. 探偵物語（ストリングス・ヴァージョン）
アルバム『古今集+スペシャル盤』より。